# SV Sinsheim
SV Sinsheim  est un club allemand de volley-ball fondé en 1910 et basé à Sinsheim qui évolue pour la saison 2015-2016 en 3.Liga Süd. 

## Effectifs

### Saison 2011-2012
Entraîneur : Stefan Bräuer  Allemagne